# 小宮友根
小宮 友根（こみや ともね、1977年（昭和53年） - ）は、日本の社会学者。東北学院大学経済学部准教授。専門は社会学（ジェンダー論、エスノメソドロジー、会話分析、理論社会学）。

## 経歴
1977年（昭和53年）、神奈川県生まれ。早稲田大学教育学部卒業後、東京都立大学大学院社会科学研究科社会学専攻博士課程修了。学位論文「実践の中の性別」にて、博士（社会学）を取得する。
その後、日本学術振興会特別研究員（受入機関：明治学院大学）を経て、2014年（平成26年）から東北学院大学経済学部准教授を務める。また、2012年（平成24年）には、著書『実践の中のジェンダー―法システムの社会学的記述』が、ジェンダー法学会が主催する西尾学術奨励賞を受賞した。

## 著書

### 単著
- 実践の中のジェンダー(新曜社、2011年)[4]

### 共編著
- （玉野和志編）ブリッジブック社会学（信山社、2008年）
- （日本法社会学会編）現代における私法・公法の〈協働〉（有斐閣、2008年）
- （酒井泰斗、浦野茂、前田泰樹、中村和生編）概念分析の社会学（ナカニシヤ出版、2009）
- （日本法社会学会編）マイノリティと法（有斐閣、2012年）

### 共訳
- （ヴァレリー・ブライソン著、江原由美子監訳）争点・フェミニズム（勁草書房、2004年）
- (エリック・ブライシュ著)『ヘイトスピーチ 表現の自由はどこまで認められるか』(明石書店、2014年)

### 論文
- 「成員カテゴリー・結合の論理・性別秩序――『性差別のエスノメソドロジー』再考」『現代社会理論研究』12、2002年
- 「『個人であること』の秩序――基礎付け主義/反基礎付け主義と記述」『社会学論考』23、2002年
- 「『価値判断』の分析可能性について――社会学における記述と批判」『年報社会学論集』18、2005年
- 「『法廷の秩序』研究の意義について」『法社会学』66、2007年
- （酒井泰斗と共著）「社会システムの経験的記述とはいかなることか――意味秩序としての相互行為を例に」『ソシオロゴス』31、2007年
- （鶴田幸恵と共著）「人びとの人生を記述する――『相互行為としてのインタビュー』について」『ソシオロジ』52、2007年
- 「行為の記述と社会生活の中のアイデンティティ : J. バトラー『パフォーマティヴィティ』概念の社会学的検討」『社会学評論』60、2009年
- 「法的推論と常識的知識」『人文学報』437、2011年
- 「法的推論と常識的知識」『人文学報・社会学』46、2011年
- 「評議における裁判員の意見表明 : 順番交替上の『位置』に着目して」『法社会学』77、2012年
- 「裁判員は何者として意見を述べるか : 評議における参加者のアイデンティティと『国民の健全な常識』」『法社会学』79、2013年